# I Do Not Play No Rock 'n' Roll
I Do Not Play No Rock 'n' Roll — студійний альбом американського блюзового музиканта Міссісіпі Фреда Макдауелла, випущений 1969 року лейблом Capitol. 1971 року альбом був номінований на премію «Греммі». 2006 року його включено до Зали слави блюзу.

## Про альбом
Альбом був записаний 8–10 вересня 1969 на студії Malaco Sound Recording Studios в Джексоні (Міссісіпі). Він став першим альбомом, в якому Макдауелл переважно використовував електрогітару. Відмінною рисою стали частини інтерв'ю, в якому він розглядав походження блюзу і природу любові. Матеріал так само складається із широко відомих блюзових стандартів з репертуару Біг Джо Вільямса, Сонні Бой Вільямсона, легендарного Ледбеллі та ін. Особливо виділяється пісня чиказького піаніста Санніленда Сліма (з гурту Мадді Вотерса) «61 Highway (the Loneliest Road That I Know)», яка сама стала стандартом саме завдяки виконанню Міссісіпі Фреда (навіть на деяких платівках учасника часто вказували як — Фред Макдауелл). Продюсером альбому став Томмі Кауч.
1971 року на 13-й церемонії нагородження премії «Греммі» альбом був номінований в категорії «Найкращий запис етнічної музики або традиційного фолку (включаючи традиційний блюз)».
У 2001 році альбом був перевиданий на CD лейблом Fuel 2000, до якого увійшли раніше не видані композиції.
2006 року альбом був включений до Зали слави блюзу (в категорії «Класичний блюзовий запис — альбом»).

## Список композицій
Сторона «А»
1. «Baby Please Don't Go» (Біг Джо Вільямс) — 4:48
2. «Good Morning Little Schoolgirl» (Сонні Бой Вільямсон I, Сонні Бой Вільямсон II) — 4:27
3. «Kokomo Me Baby» (Фред Макдауелл) — 3:02
4. «That's All Right Baby» (Фред Макдауелл) — 5:05
5. «Red Cross Store» (Фред Макдауелл) — 4:05

Сторона «В»
1. «Everybody's Down On Me» (Фред Макдауелл) — 9:13
2. «61 Highway» (Фред Макдауелл) — 4:45
3. «Glory Hallelujah» (Фред Макдауелл, народна) — 3:21
4. «Jesus Is on the Mainline» (Фред Макдауелл) — 4:45

Бонус-треки перевидання на CD (Fuel 2000)
1. «My Baby She Gonna Jump and Shout» (Фред Макдауелл) — 2:39
2. «Long Line Skinner» (Фред Макдауелл) — 5:53
3. «You Got to Move» (Фред Макдауелл) — 2:57
4. «The Train I Ride» (Фред Макдауелл) — 5:24
5. «You Ain't Gonna Worry My Life Anymore» (Фред Макдауелл) — 3:16

## Учасники запису
- Міссісіпі Фред Макдауелл — електрична гітара, вокал
- Джеррі Пакетт — бас
- Дерін Ланкастер — ударні

Технічний персонал
- Том Кауч — продюсер
- Вейн Шулер  координатор
- Боб Вортгем — дизайн/фотографія обкладинки
- Фред Мак-Дауелл — текст до обкладинки